# 좀사마귀
좀사마귀는 사마귀과의 곤충이다. 몸 색은 진한 갈색이나 옅은 갈색 등 변이가 심하며 드물게 녹색형도 나타난다. 앞다리 사이에는 검은 눈 무늬가 있고, 앞날개에 옅은 하얀 반점이 있다. 나뭇가지처럼 위장을 하고 있다가 지나가는 곤충을 잡아먹는 육식성이다. 산지나 들판 등에서 서식하며 한국, 일본, 중국 등지에 널리 분포한다.